# Kazimierz Leiter
Kazimierz Leiter (ur. 1854, zm. 2 kwietnia 1897 w Krakowie) – polski architekt

## Życiorys
W 1880 roku został członkiem Krakowskiego Towarzystwa Technicznego. Żonaty, miał troje dzieci.

## Projekty
w gminnej ewidencji zabytków:
- kamienica ul. Benedykta św. 11 (1895–1900)
- kamienica ul. Benedykta św. 13 (1896–1897)
- dom ul Celna 7 (1892–1894)
- kamienica ul. Czarnieckiego Stefana 8 (1895–1897)
- kamienica ul. Dąbrówki 5 (1895–1896)
- dom ul. Rękawka 53 (1897)
- kamienica ul. Zamoyskiego Jana 47(1893)